# ゴルフバトルロイヤル
ゴルフバトルロイヤル（GOLF BATTLE ROYAL）は、毎年11月第3週に開催されている男子プロゴルフ「インターナショナルツアー　ダンロップフェニックストーナメント」（以下：ダンロップフェニックス）の関連イベントとして1987年から2001年まで行われたテレビマッチである。なお、2002年以降は「京セラミタ・フェニックスチャレンジ」と名称を変更して行われている。
舞台は「ダンロップフェニックス」と同じ宮崎市にあるフェニックスカントリークラブだが、ここではトーナメントでは使用しない「日南コース」で行われた。また、1993年はトム・ワトソンが設計・監修し、その年にオープンした「トム・ワトソンゴルフコース」で行われた。更に、末期はトーナメントで使用する「住吉コース」及び「高千穂コース」でも行われていた。
試合の形態は、日本国外からの有力選手7～8名に日本代表として青木功を加えたメンバー で1ホールにつきそのホールで一番悪いスコアを出した1名が脱落するサバイバルマッチである。但し脱落しても順位による賞金をもらうことが出来る。一番悪いスコアを出した選手が複数出た場合は、バンカーからのアプローチやパッティングなどのプレーオフを行い敗者を確定させる。そして、最終的に残った2名で優勝者を決定するというものだった。優勝者には優勝賞金400～500万円前後（年によって変動あり）が贈呈された。1996年以降は2人1組のペア・マッチで行われ、試合形態もこれまでのものとは大きく変化した（ちなみに1997年は男女プロによるペア・マッチで行われた）。
普段のトーナメントとは違い、最初のうちは和気あいあいとしてやっていたものが、終盤に近づくにつれ真剣勝負になってしまうという特徴があった。またプレイヤー個々のスタイルがより前面に出るため、ギャラリーにはトーナメントとは別の意味で見応えのあるイベントであった。
この「ゴルフバトルロイヤル」の模様は毎年12月下旬～1月上旬 にかけて毎日放送（MBS）制作でJNN基幹局に宮崎放送（MRT）を加えて放送された。また北海道放送（HBC）では1994年までスポンサーをローカルスポンサーに差し替えて放送していた。